# Pseudanthium

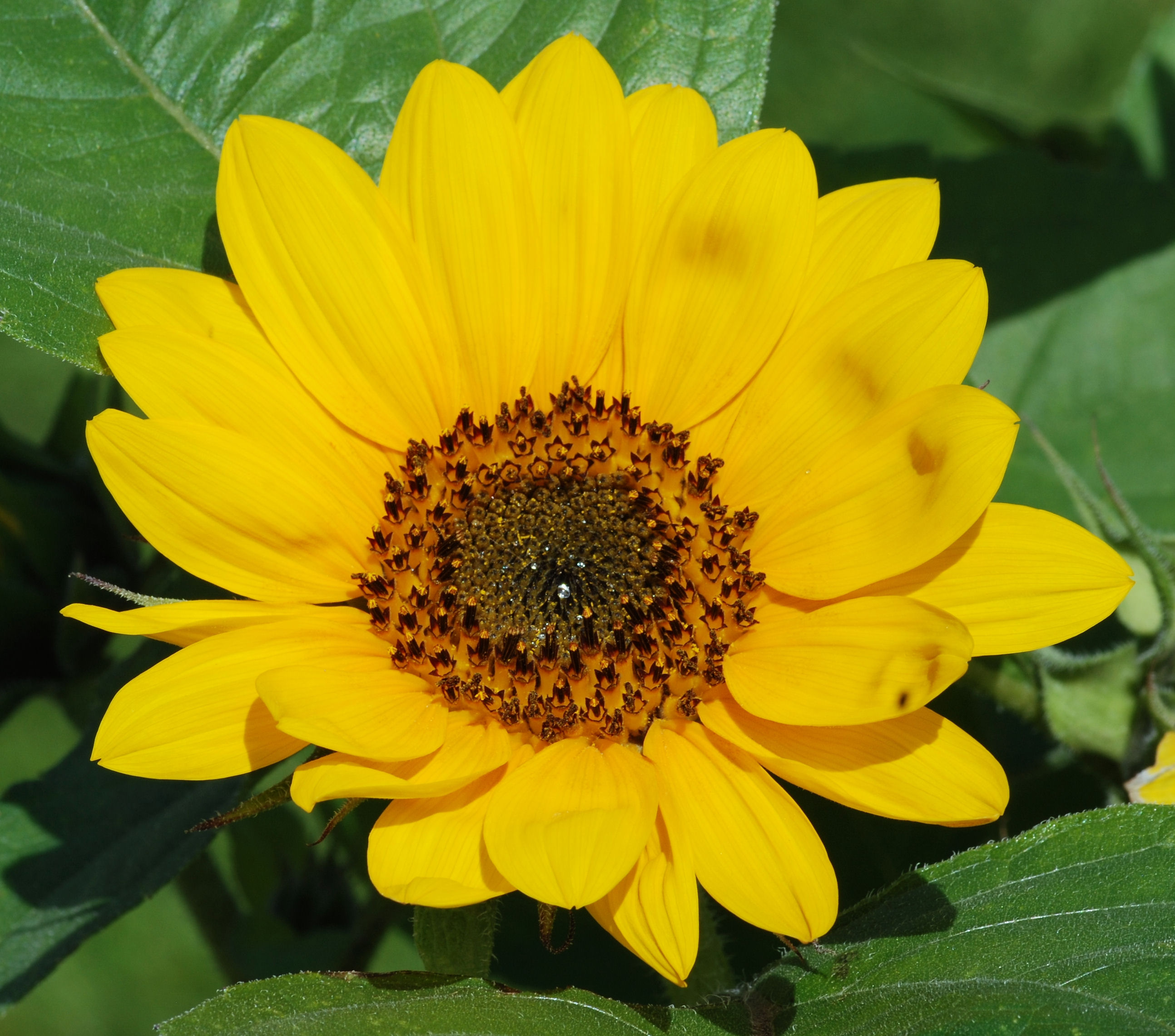
Pseudanthium di girasole (Helianthus annuus)

Lo pseudanthium (dal greco “falso fiore”) o testa di fiore è un tipo speciale di infiorescenza, in cui numerosi fiori sono raggruppati insieme per formare una struttura a fiore. I fiori veri sono generalmente piccoli e notevolmente ridotti, ma a volte possono essere abbastanza grandi (come nella testa di fiore del girasole). Lo pseudanthium può assumere varie forme. I singoli fiori di uno pseudanthium possono essere chiamati cimette.
Lo pseudanthium è caratteristica della famiglia dei girasoli (Asteracee). I fiori nella famiglia delle Asteracee si differenziano in fiori del raggio e fiori del disco, che sono unici per la famiglia. I fiori del disco al centro dello pseudanthium sono attinomorfi e la corolla si fonde in un tubo. I fiori sulla periferia sono zigomorfi e la corolla ha un grande lobo (i cosiddetti “petali” di una margherita sono singoli fiori del raggio, per esempio). I fiori del raggio o i fiori del disco possono essere assenti in alcune piante:  il Senecio vulgaris (Senecione comune) manca di fiori del raggio e il Taraxacum officinale (Tarassaco comune) manca di fiori del disco.  Lo pseudanthium ha una spirale di brattee sotto i fiori, che formano un involucro. 
In tutti i casi, una pseudanthium (infiorescenza) è superficialmente indistinguibile da un fiore, ma un esame più attento della sua anatomia rivelerà che essa è composta di più fiori. Così, lo pseudanthium rappresenta una convergenza evolutiva dell'infiorescenza ad una ridotta unità riproduttiva che possa funzionare nell'impollinazione come un unico fiore, almeno nelle piante che sono impollinate dagli animali.

## Termini correlati
Testa

Questo è un termine che equivale a testa di fiore e pseudanthium quando viene usato nell'ambito della botanica.
Capolino

Capolino può essere utilizzato come sinonimo esatto di pseudanthium e testa di fiore, tuttavia il suo uso è generalmente, ma non sempre, limitato alla famiglia delle asteracee. Almeno una fonte lo definisce come una piccola testa di fiore. Oltre al suo uso in botanica come termine che significa testa di fiore è anche usato per indicare la parte superiore della pianta Sphagnum (Sfagno).
Calathide (plurale calathidia)

Questo è un termine utilizzato molto raramente. Essa è stata definita nel libro del 1966, I generi di piante (Angiosperme), come un termine specifico per una testa di fiore di una pianta appartenente alla famiglia delle asteracee. Tuttavia i glossari on-line di botanica non definiscono questo termine e Google Scholar non lo collega a nessun uso significativo del termine in botanica. 

## Famiglie di piante

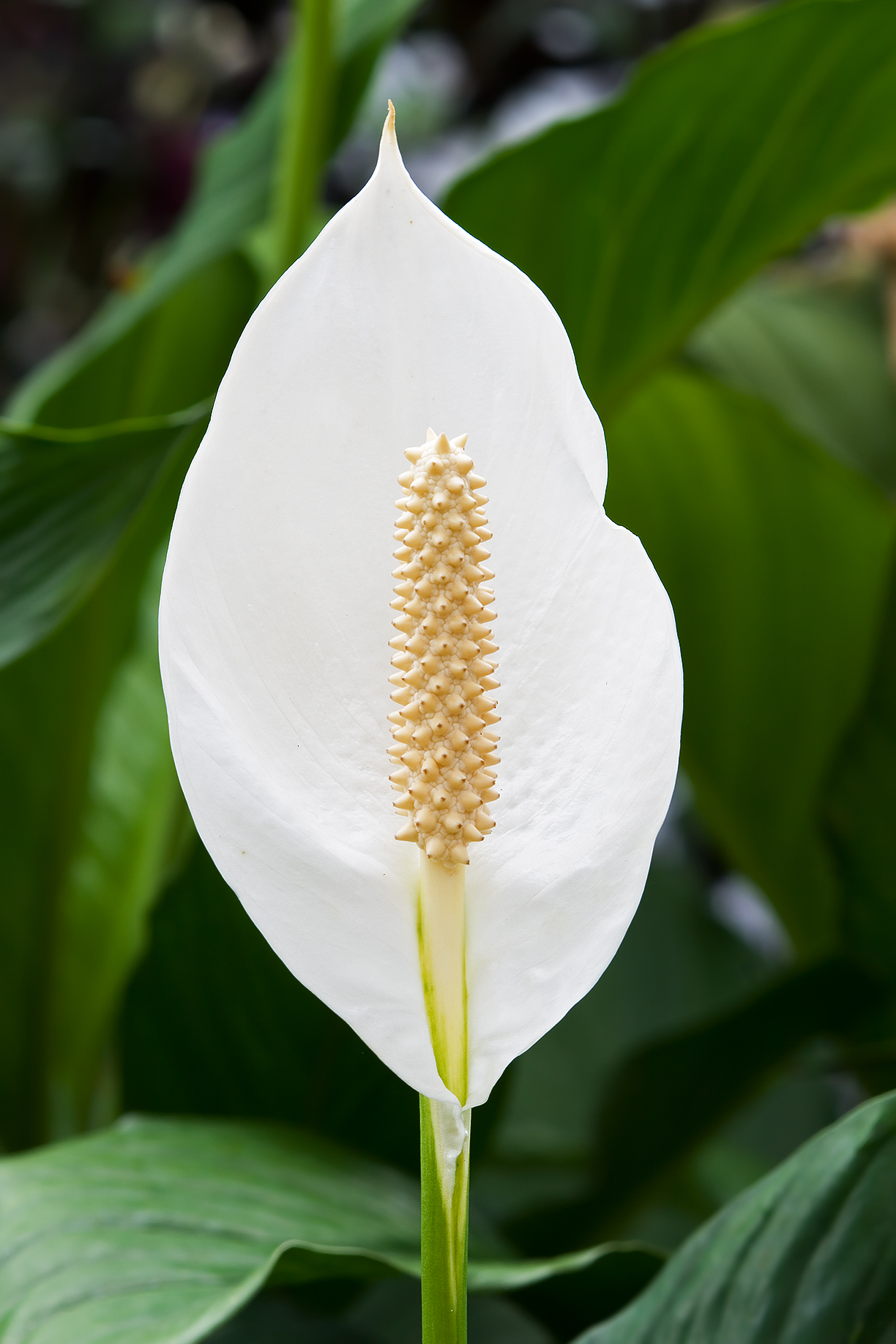
Pseudanthium di spatifillo (Spathiphyllum cochlearispathum)

La pseudanthia si manifesta nelle seguenti famiglie di piante:

- Apiaceae
- Araceae – le pseudanthia sono chiamate spadice
- Asteraceae
- Campanulaceae
- Centrolepidaceae
- Cornaceae
- Cyperaceae (Ciperacee)
- Dipsacaceae
- Euphorbiaceae – le pseudanthia sono chiamate ciazio
- Eriocaulaceae
- Hamamelidaceae
- Moraceae
- Poaceae
- Pontederiaceae
- Proteaceae
- Rubiaceae
- Saururaceae

In alcune famiglie non è ancora chiaro se il «fiore» rappresenta una pseudanthium, perché il lavoro anatomico non è stato fatto (o è ancora ambiguo, a causa di una notevole riduzione evolutiva). Possibili pseudanthia di questo tipo possono verificarsi nelle seguenti famiglie:

- Hydatellaceae
- Lemnaceae
- Pandanaceae (Pandanacee)
- Triuridaceae
- Phyllanthaceae[13]

## Galleria d'immagini

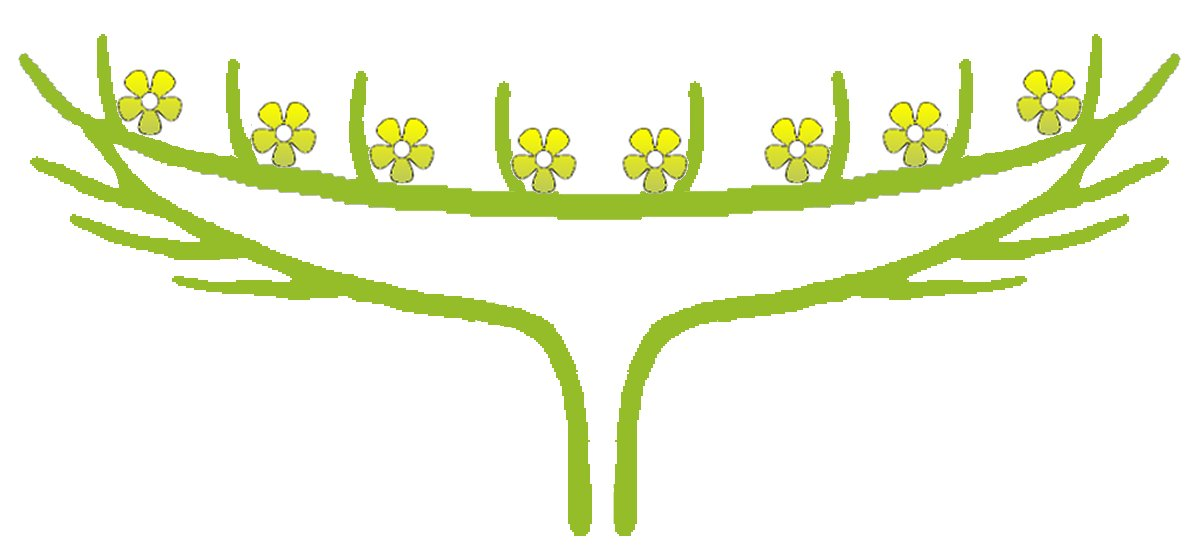
Diagramma di una testa di fiore. Nota brattee che circondano i fiori, che sarebbero state assenti su un capitolo.
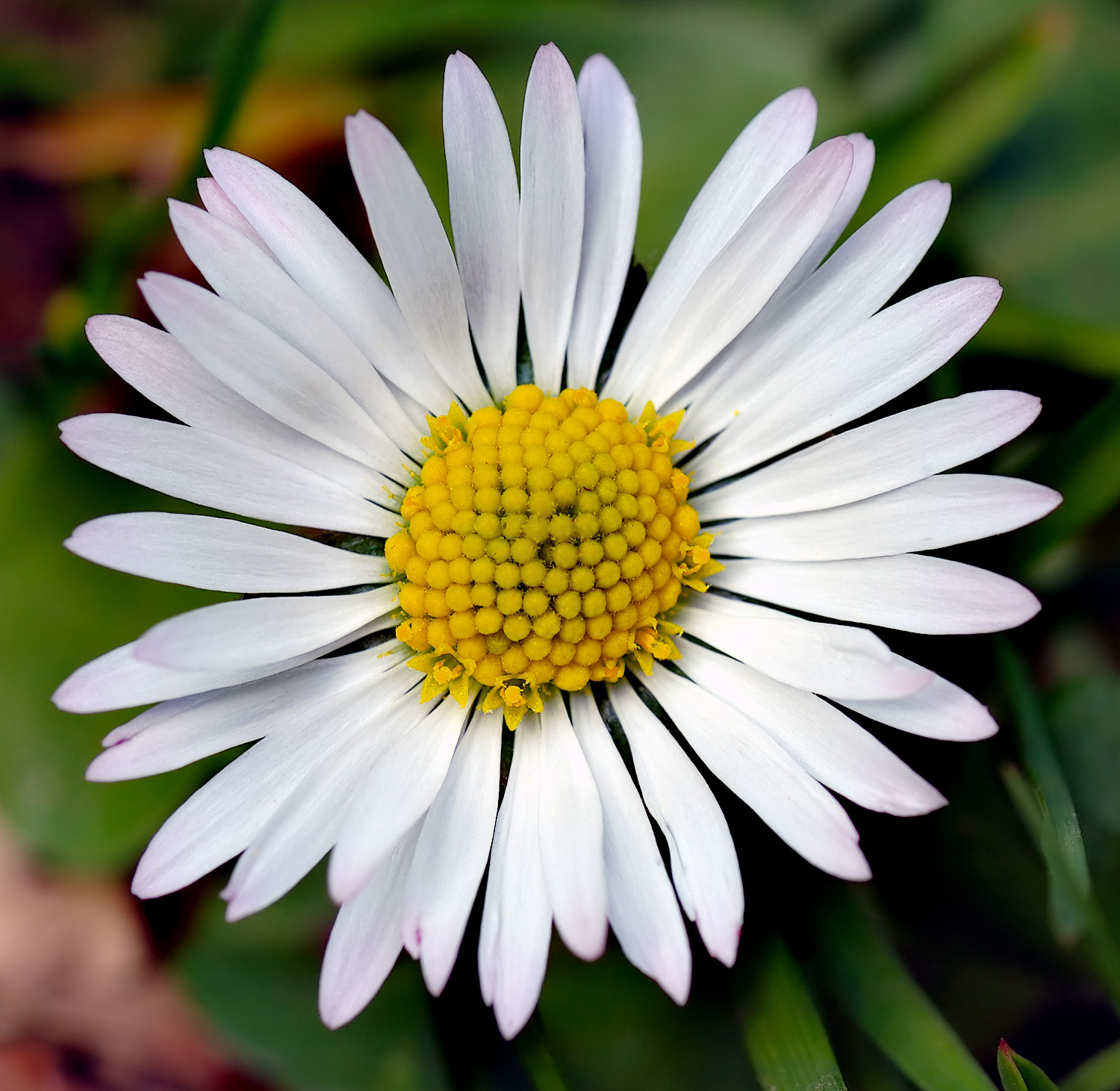
Testa di fiore di una Pratolina comune (Bellis perennis).
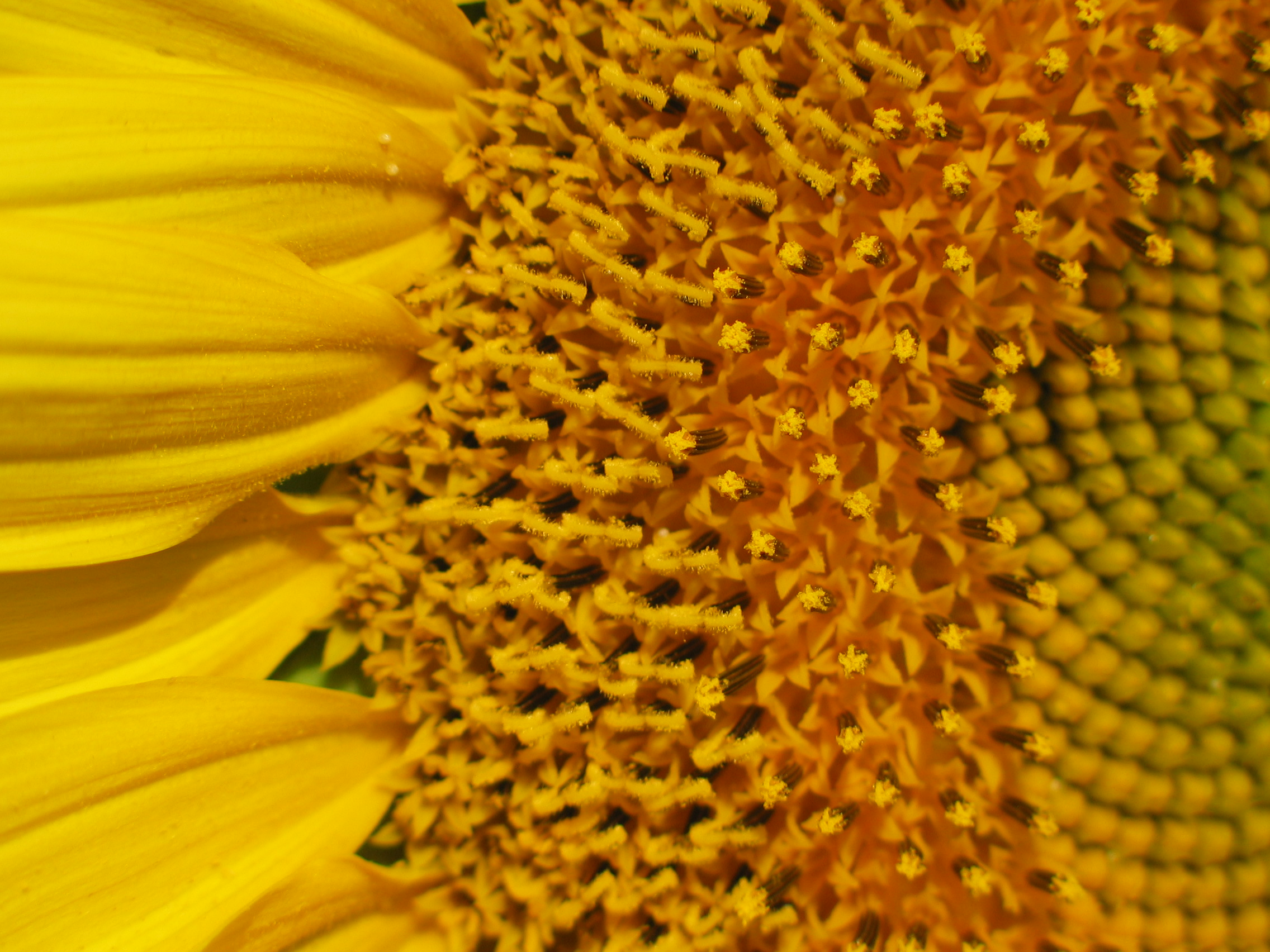
Fiori aperti in successione nella testa di un Girasole (Helianthus annuus), con ornamenti di raggio che formano i petali.
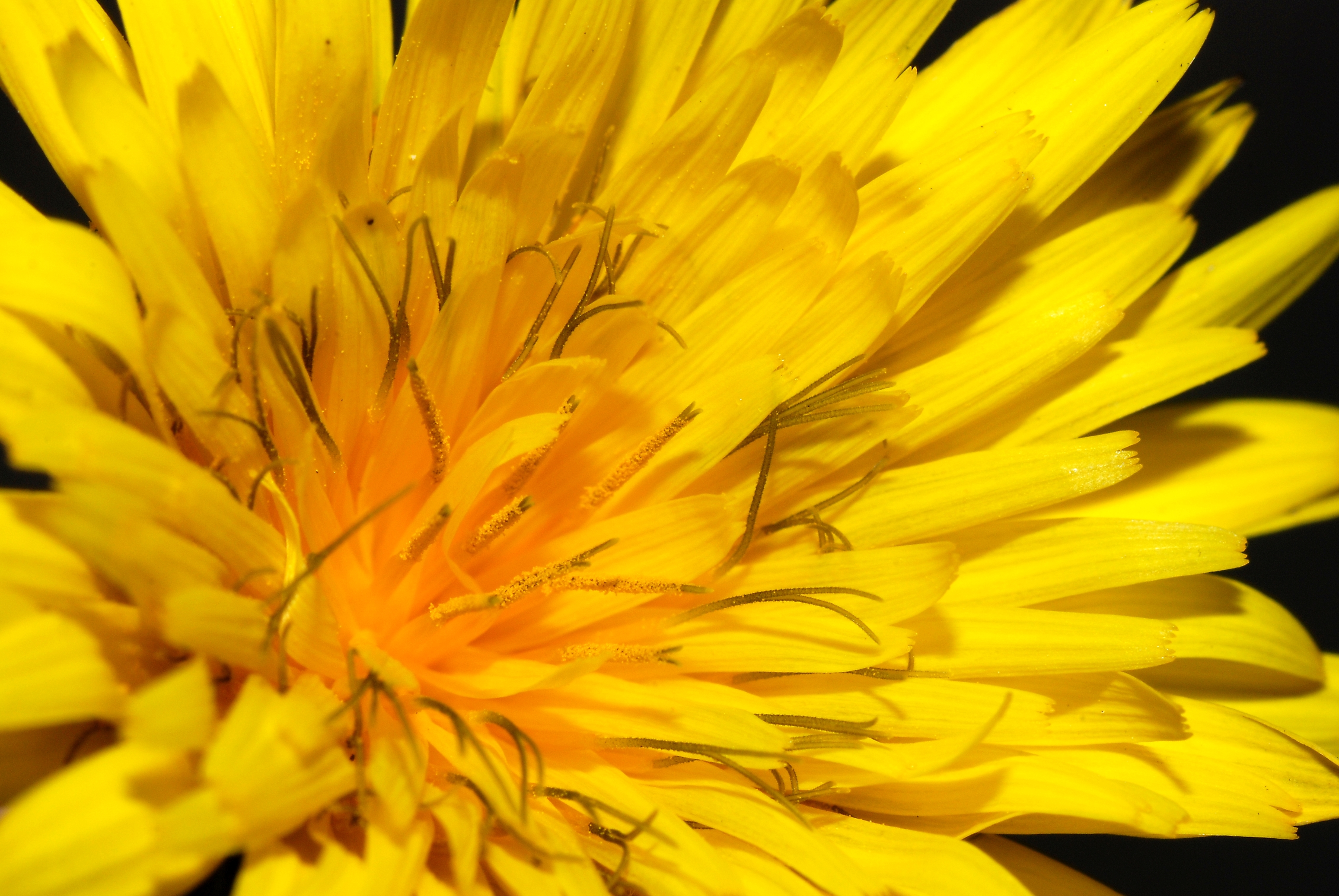
Chiusura del raggio corolla  di una Hieracium lachenalii; "ogni petalo" è in realtà separato in cinque petali appartenenti ad un fiore con i propri stami e che rende i propri frutti.
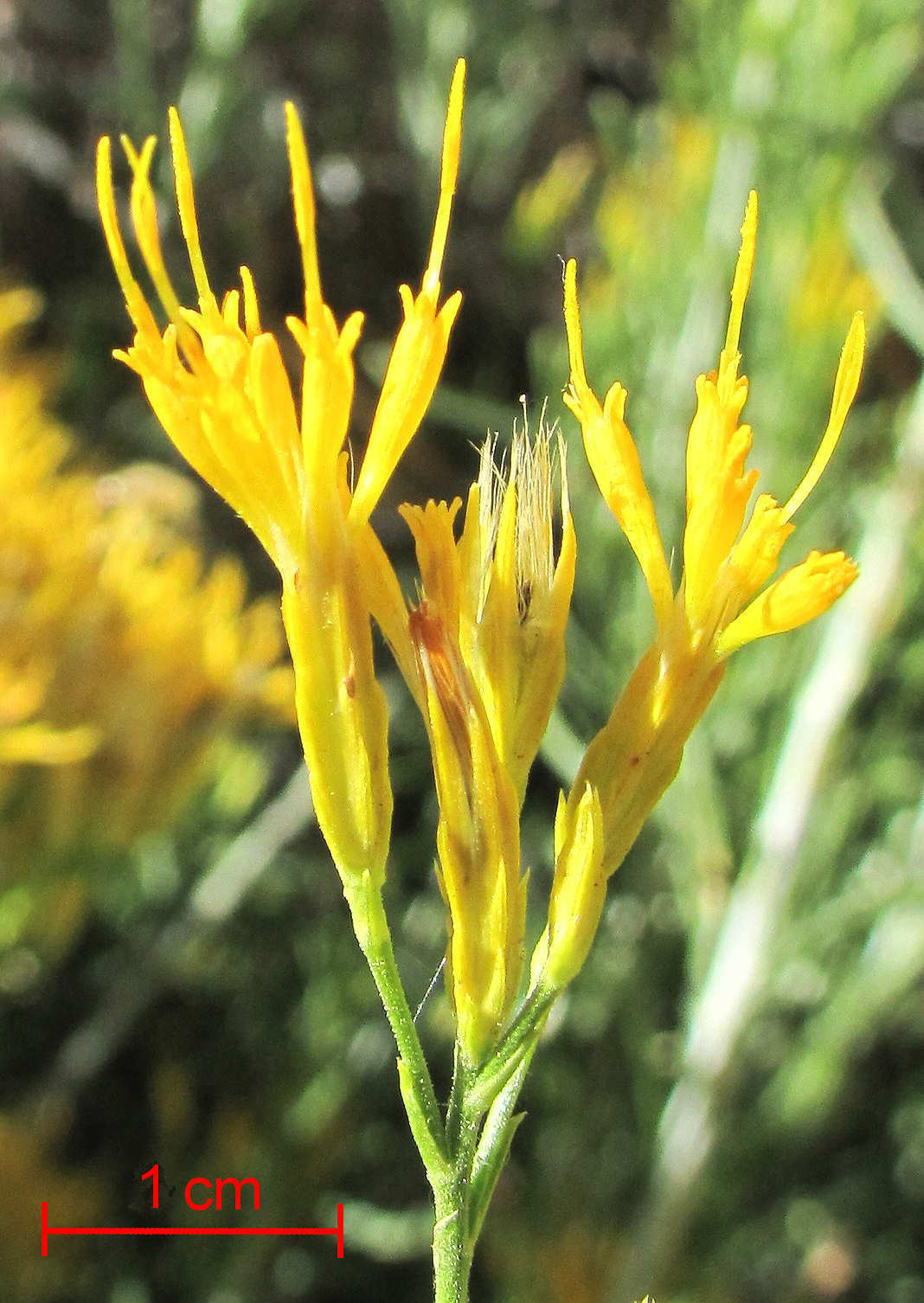
Discoide (avente solo fiori del disco) teste di fiore di Ericameria nauseosa.